# ملكة جمال العالم 2019
ملكة جمال العالم 2019 ، هي النسخة التاسعة والستين في تاريخ مسابقة ملكة جمال العالم منذ انطلاقتها عام 1951، عقدت المسابقة في 14 ديسمبر 2019 في مركز إكسيل لندن في لندن، المملكة المتحدة. وصلت المتسابقات إلى لندن في 20 نوفمبر 2019، لحضور أحداث ومنافسات لمدة ثلاثة أسابيع حتى الوصول للحفل النهائي يوم السبت في 14 ديسمبر وتتوج فانيسا بونس من المكسيك خليفتها في نهاية الحدث.

## النتائج

### المراكز النهائية
| النتائج النهائية      | المتنافسة |
| --------------------- | --- |
| ملكة جمال العالم 2019 | - جامايكا - توني آن سينغ |
| الوصيفة الأولى        | - فرنسا - أوفلي ميزينو |
| الوصيفة الثانية       | - الهند - سومان راو |
| أفضل 5                | - البرازيل - إليس ميلي - نيجيريا - نيكاشي دوغلاس |
| أفضل 12               | - جزر كوك - تاجيا إريكا ساهي - كينيا - ماريا وافينيا - المكسيك - آشلي الفريدريز - نيبال - أنوشكا شريستا - الفلبين - ميشيل دي - روسيا - ألينا سانكو - فيتنام - لونغ ثوي لينه |
| أفضل 40               | - أنتيغوا وباربودا - تقية فرانسيس - أستراليا - سارة مارشكي - جزر العذراء البريطانية - ريكييا براتوايت - الصين - بيشان لي - الدنمارك - ناتاشا كوني - إنجلترا - باشا موكيرجي - غويانا - جويلين كونواي - هونغ كونغ - ليلى لام - إندونيسيا - برينسيس ميجونوندو - ماليزيا - الكسيس سو آن سيو - مولدوفا - إليزافيتا كوزنيتوفا - منغوليا - تاسفيلما مانداخ - نيوزيلندا - لوسي بروك - باراغواي - أراسيلي بوباديلا - بولندا - ميلينا سادوفسكا - البرتغال - إينيس بروكسيلمانز - بورتوريكو - دانييلا رودريغيز - اسكتلندا - كرين ماثيو - جنوب أفريقيا - ساشا لي أوليفر - إسبانيا - ماريا ديل مار اغيليرا - تايلاند - نارنتان تدابتراواراكوت - ترينيداد وتوباغو - تيا جاني رامي - تونس - صابرين خليفة - أوغندا - أوليفر ناكاكاندي - أوكرانيا - مارغريتا باشا - الولايات المتحدة - إيمي روز كوفيلير - فنزويلا - إيزابيلا رودريغيز - ويلز - غابرييلا جوكس |

### ملكات الجمال القارية
| القارة     | المتنافسة                          |
| ---------- | ---------------------------------- |
| أفريقيا    | - نيجيريا - نيكاشي دوغلاس          |
| الأمريكتان | - البرازيل - إليس ميلي             |
| آسيا       | - الهند - سومان راو                |
| الكاريبي   | - ترينيداد وتوباغو – تيا جاني رامي |
| أوروبا     | - فرنسا - أوفلي ميزينو             |
| أوقيانوسيا | - جزر كوك - تاجيا إريكا ساهي       |

## لمحة عامة
تم الإعلان الرسمي في 19 فبراير 2019، في بانكوك، من قبل ملكة جمال العالم جوليا مورلي، والرئيس التنفيذي تاناوات وانسوم والضيف أشواني كومار راي. أعلنوا موعد منتصف ديسمبر للمسابقة. ومع ذلك، في 2 يوليو 2019، ظهرت جوليا مورلي وفانيسا بونس، ملكة جمال العالم الحاكمة، على برنامج صباح الخير بريطانيا مع بيرس مورغان.
, اعلنت مورلي رسمياً أن المسابقة ستُعقد يوم السبت 14 ديسمبر 2019 في إكسيل لندن وأن مسابقة ملكة جمال العالم 2020 ستقام في تايلاند للاحتفال بالذكرى السبعين لتأسيس ملكة جمال العالم. سيقام حفل الافتتاح 2019 في لندن في 20 نوفمبر. وسيتنافس المتسابقون في سلسلة من الأحداث السريعة في جميع أنحاء لندن.

## أحداث التحدي
- الحدث الأول في جدول تقويم مسابقة ملكة جمال العالم، حددت باختيار المتسابقات اللاتي يواجهن بعضهن البعض في التحدي المباشر عن طريق القرعة وتم تحديد البلدان في مجموعات عن طريق القرعة لتكون 6 متسابقات في كل مجموعة، تمت عملية القرعة بقرب من جسر البرج على ضفاف نهر التايمز، لندن من قبل ملكة جمال العالم السابقة فانيسا بونس عام 2018.[5] اعتباراً من يوم الأحد 24 نوفمبر وانطلاق الحدث حيث تنافست المجموعات الخمس الأولى في أول مسابقة لتحدي مسابقة ملكة جمال العالم 2019، والتي قدمهتا حاملة لقب ملكة جمال العالم السابقة فانيسا بونس دي ليون وملكة جمال العالم السابقة ستيفاني ديل فالي عام 2016، يوفر تحدي المواجهة المباشرة نظرة حصرية ومتعمقة عن كل ممثلة لبلدها لملكة جمال العالم، بوجود الحق للجمهور العالمي القدرة على اختيار مفضلاتهم، والتي ستنتقل إلى المستوى الثاني من تحدي المواجهة المباشرة، في المرحلة الثانية، تتوجه الفائزات من كل مجموعة، مقابل متسابقة آخر، لكسب مكانهن ضمن أفضل 40 متسابقة في نهائي في مسابقة ملكة جمال العالم. في هذا الحدث تظهر المتسابقات مهاراتهن بالدفاع ن مشروع «الجمال من أجل قضية».
- تقدم إلى الجولة الثانية من تحدي المواجهات المباشرة.
- تقدم إلى الجولة الثانية من تحدي المواجهة المباشرة، ولكن تقدم إلى أفضل 40 من خلال اختيار الحكام أو حدث تحدي بخلاف المواجهات المباشرة.
- تقدم إلى أفضل 40 متسابقة عبر حدث تحدي بخلاف تحدي المواجهة المباشرة.
- متقدم إلى أفضل 40 متسابقة عبر اختيار الحكام.

| مجموعة | بلدان (1)      | بلدان (2)             | بلدان (3)        | بلدان (4)   | بلدان (5)        | بلدان (6)              |
| ------ | -------------- | --------------------- | ---------------- | ----------- | ---------------- | ---------------------- |
| 1      | ألبانيا        | بيرو                  | إنجلترا          | كوريا       | غيانا            | هندوراس                |
| 2      | روسيا          | إيطاليا               | جزر كوك          | ميانمار     | جمهورية أيرلندا  | غواتيمالا              |
| 3      | لاوس           | آيسلندا               | جنوب السودان     | فنزويلا     | نيكاراغوا        | جزر العذراء البريطانية |
| 4      | جنوب إفريقيا   | بوليفيا               | كازاخستان        | أرمينيا     | منغوليا          | بلغاريا                |
| 5      | هونغ كونغ      | إسبانيا               | سنغافورة         | سريلانكا    | مولدوفا          | غوادلوب                |
| 6      | كوراساو        | مالطا                 | البرازيل         | الدنمارك    | أيرلندا الشمالية | الإكوادور              |
| 7      | ويلز           | الولايات المتحدة      | غينيا الاستوائية | ماليزيا     | ترينيداد وتوباغو | المجر                  |
| 8      | باراغواي       | نيوزيلندا             | تشيلي            | كرواتيا     | إسكتلندا         | فرنسا                  |
| 9      | جمهورية التشيك | كندا                  | إندونيسيا        | تونس        | سيراليون         | البرتغال               |
| 10     | تنزانيا        | نيبال                 | جبل طارق         | بولندا      | المكسيك          | جزر كايمان             |
| 11     | كولومبيا       | هولندا                | اليابان          | كوستاريكا   | نيجيريا          | لوكسمبورغ              |
| 12     | جامايكا        | جزر العذراء الأمريكية | تركيا            | سلوفينيا    | بلجيكا           | بنما                   |
| 13     | جورجيا         | بورتوريكو             | سلوفاكيا         | غينيا بيساو | السلفادور        | أستراليا               |
| 14     | جزر البهاما    | هايتي                 | بوتسوانا         | تايلاند     | الهند            | البوسنة والهرسك        |
| 15     | ساموا          | أنتيغوا وباربودا      | اليونان          | باربادوس    | السويد           | الصين                  |
| 16     | فنلندا         | ماكاو                 | الأرجنتين        | كينيا       | بيلاروس          | أوكرانيا               |
| 17     | أروبا          | جمهورية الدومينيكان   | غانا             | الفلبين     | رواندا           | —                      |
| 18     | كمبوديا        | موريشيوس              | الجبل الأسود     | أوغندا      | فيتنام           | —                      |
| 19     | أنغولا         | بنغلاديش              | إثيوبيا          | قرغيزستان   | السنغال          | —                      |

## أفضل عارضة أزياء
شهدت مرحلة التصفيات الأولى المتسابقات المشاركات في حدث أفضل عارضة ملكة جمال العالم لاختيار 40 متسابقة الأفضل من بين المشاركات في الجولة الأولى على مدرج بشكل فردي حيث نرى كل نمط من المتسابقات، ثم في أزواج يمشون معا لإلقاء نظرة نهائية في حدث استعراضي وتقييم نظراتهم لعدسات الكاميرات التصويرية، هذا التحدي يدور حول الثقة والشخصية وكيف يقدمون أنفسهم، أقيمت الجولة الثانية من مسابقة ملكة جمال العالم لأفضل عارضة في متحف الأزياء والنسيج في لندن، والتي أسسته زاندرا رودس، الذي افتتح في مايو 2003 من قبل الأميرة مايكل أميرة كينت. فيما ارتدت مسابقات «ملكة جمال العالم» فساتين من تصميم زاندرا رودس من مجموعتها الثلاث الأخيرة من اختيار الحكام على خلفية معرض أزياء «زاندرا رودس 50 عاماً من روعة». واختيار أفضل 10 متسابقات من بين أربعين متسابقة نجحوا تخطي الجولة الأولى من قبل الحكام.
تم تصوير كل من المتسابقات من قبل المصور الشهير ريتشارد يونغ.
| النتائج النهائية | المتنافسة |
| ---------------- | --- |
| أفضل عارضة       | - نيجيريا - نيكاشي دوغلاس |
| الوصيفة الأولى   | - فيتنام - لونغ ثوي لينه |
| الوصيفة الثانية  | - الهند - سومان راو |
| الوصيفة الثالثة  | - فرنسا - أوفلي ميزينو |
| الوصيفة الرابعة  | - أوغندا - أوليفر ناكاكاندي |
| أفضل 10          | - البرازيل - إليس ميلي - جمهورية التشيك - دينيسا سبيرجيروفا - فرنسا - أوفلي ميزينو - هونغ كونغ - ليلى لام - الهند - سومان راو - كازاخستان - مدينا باتيك - نيجيريا - نيكاشي دوغلاس - ترينيداد وتوباغو - تيا جاني رامي - أوغندا - أوليفر ناكاكاندي - فيتنام - لونغ ثوي لينه |
| أفضل 40          | - أنتيغوا وباربودا - تقية فرانسيس - الأرجنتين - جوديت غرانخا - أستراليا - سارة مارشكي - باربادوس - تشي امور غرينريدج - البوسنة والهرسك - إيفانا لادان - الصين - بيشان لي - كرواتيا - كاترينا ماميتش - الدنمارك - ناتاشا كوني - جمهورية الدومنيكان - ألبا ماري بلير - فنلندا - دانا مونونين - هايتي - اليشا مورنس - المجر - كريستينا ناغيبيل - إندونيسيا - برينسيس ميجونوندو - إيطاليا - أديل سامارتينو - جامايكا - توني آن سينغ - كينيا - ماريا وافينيا - ماكاو - يو يانان - المكسيك - آشلي الفريدريز - مولدوفا - إليزافيتا كوزنيتوفا - الجبل الأسود - ميريانا موراتوفيتش - الفلبين - ميشيل دي - بولندا - ميلينا سادوفسكا - بورتوريكو - دانييلا رودريغيز - روسيا - ألينا سانكو - سلوفاكيا - فريدريك كورتوليكا - جنوب السودان - ماريا جوزيف ماجيت - تركيا - سيماي راسموغلو - أوكرانيا - مارغريتا باشا - فنزويلا - إيزابيلا رودريغيز - ويلز - غابرييلا جوكس |

### منافسات رياضية
تعتبر صاحبة المركز الأول الفائزة في بالمسابقة الرياضية كأول متنافسة تنتقل نظامياً في دور الثمان النهائي في مسابقة ملكة جمال العالم 2019.
| النتائج النهائية | المتنافسة                                  |
| ---------------- | ------------------------------------------ |
| الفائزة          | - جزر العذراء البريطانية – ريكييا براتوايت |
| الوصيفة الأولى   | - نيجيريا – نيكاشي دوغلاس                  |
| الوصيفة الثانية  | - ترينيداد وتوباغو – تيا جاني رامي         |
| فريق الفائز      | - الفريق الاخضر                            |

#### توزيع الفرق المشاركة
عقدت في مركز لي فالي لألعاب القوى.
| الفريق الأحمر                           | الفريق الأصفر                         | الفريق الأخضر                              | الفريق الأزرق                     |
| --------------------------------------- | ------------------------------------- | ------------------------------------------ | --------------------------------- |
| - أنغولا - بريزانا دا كوستا             | - أروبا - غيسلين ميجيا                | - جزر العذراء البريطانية - ريكييا براتوايت | - هندوراس - آنا روميرو            |
| - جزر كوك - تاجيا ساهي                  | - بيلاروس - اناستازيا لورينشوك        | - كندا - نعومي كولفورد                     | - نيوزيلندا - لوسي بروك           |
| - غينيا الاستوائية - جانت أورتيز أويونو | - كوستاريكا – جيسيكا خيمينيز          | - إنجلترا – باشا موكيرجي                   | - نيكاراغوا – ماريا تيريزا كورتيز |
| - غوادلوب - آنا لاكالمونتي              | - جورجيا – نيني غوغيشايشفيلي          | - فرنسا – أوفلي ميزينو                     | - أيرلندا الشمالية - لورين ليكي   |
| - هايتي - اليشا مورنس                   | - كينيا – ماريا وافينيا               | - اليابان – سيرا ماريكا                    | - البرتغال – إينيس بروكسيلمانز    |
| - لوكسمبورغ - ميلاني هينزبروك           | - قيرغيزستان – أيشان تشانشيفا         | - نيجيريا – نيكاشي دوغلاس                  | - اسكتلندا – كرين ماثيو           |
| - مولدوفا - إليزافيتا كوزنيتوفا         | - أوكرانيا - إليزافيتا كوزنيتوفا      | - سيراليون – انيد جونز-بوسطن               | - أسبانيا – ماريا ديل مار اغيليرا |
| - بنما - أوغستينا رويز                  | - الولايات المتحدة - إيمي روز كوفيلير | - ترينيداد وتوباغو - تيا جاني رامي         | - أوغندا - أوليفر ناكاكاندي       |

## المتسابقات
تم تأكيد 112 مندوبة من أصل 120 متسابقة متوقعة.
| البلد / الإقليم        | المتسابقة                 | العمر | المنشأ                  |
| ---------------------- | ------------------------- | ----- | ----------------------- |
| ألبانيا                | أتالانتا كيرسيكو          | 20    | تيرانا                  |
| أنغولا                 | بريزانا دا كوستا          | 24    | لواندا                  |
| أنتيغوا وباربودا       | تقية فرانسيس              | 25    | سانت جون                |
| الأرجنتين              | جوديت غرانخا              | 18    | فيلا أنجيلا             |
| أرمينيا                | ليانا فوسكيرشيان          | 20    | يريفان                  |
| أروبا                  | غيسلين ميجيا              | 20    | أورنجستاد               |
| أستراليا               | سارة مارشكي               | 20    | سيدني                   |
| باهاماس                | نياه بانديلير             | 18    | إلوثيرا                 |
| بنغلاديش               | رافعة نانجيبا تورسا       | 20    | شيتاغونغ                |
| بربادوس                | تشي امور غرينريدج         | 25    | بريدج تاون              |
| بيلاروسيا              | اناستازيا لورينشوك        | 18    | مينسك                   |
| بلجيكا                 | إيلينا كاسترو سواريز      | 19    | أنتويرب                 |
| بوليفيا                | إيسار دياز                | 20    | سانتا كروز دي لا سييرا  |
| البوسنة والهرسك        | إيفانا لادان              | 20    | يايتسي                  |
| بوتسوانا               | أودوتسي فرينيان           | 20    | غابورون                 |
| البرازيل               | إليس ميلي كويلو           | 20    | إيباتينغا               |
| جزر العذراء البريطانية | ريكييا براتوايت           | 22    | تورتولا                 |
| بلغاريا                | مارجو كوبر                | 23    | صوفيا                   |
| كمبوديا                | في سريفين                 | 20    | بنوم بنه                |
| كندا                   | نعومي كولفورد             | 19    | سيدني                   |
| جزر كايمان             | جاكي باتريك               | 24    | ويست باي                |
| تشيلي                  | اجناسيا البورنوز          | 17    | سانتياغو                |
| الصين                  | بيشان لي                  | 20    | بكين                    |
| كولومبيا               | سارة فرانكو               | 25    | ميديلين                 |
| جزر كوك                | تاجيا ساهي                | 20    | آواروآ                  |
| كوستاريكا              | جيسيكا خيمينيز            | 25    | سان خوسيه               |
| كرواتيا                | كاترينا ماميتش            | 22    | مقاطعة ليكا سني         |
| كوراساو                | شارون ماير                | 22    | ويلمستاد                |
| جمهورية التشيك         | دينيسا سبيرجيروفا         | 18    | تشيسكي بوديوفيتسه       |
| الدنمارك               | ناتاشا كوني               | 18    | كوبنهاغن                |
| جمهورية الدومنيكان     | ألبا ماري بلير            | 21    | جاراباكو                |
| الاكوادور              | ماريا أوكسيليادورا إدروفو | 18    | غواياكيل                |
| السلفادور              | فاطمة مانغاندي            | 27    | سانتا تكلا، السلفادور   |
| انجلترا                | باشا موكيرجي              | 23    | دربي                    |
| غينيا الاستوائية       | جانت أورتيز أويونو        | 20    | مالابو                  |
| إثيوبيا                | فيفين جيبرسيلاسي          | 22    | أديس أبابا              |
| فنلندا                 | دانا مونونين              | 19    | هلسنكي                  |
| فرنسا                  | أوفلي ميزينو              | 19    | مورن-آه-لو              |
| جورجيا                 | نيني غوغيشايشفيلي         | 24    | تبليسي                  |
| غانا                   | ريبيكا كوابي              | 26    | أكرا                    |
| جبل طارق               | سيلين بولانيوس            | 22    | جبل طارق                |
| اليونان                | رافيلا بلاستيرا           | 20    | تريكالا                 |
| غوادلوب                | آنا لاكالمونتي            | 22    | باس-تير                 |
| غواتيمالا              | كيلا رودس                 | 23    | غواتيمالا               |
| غينيا بيساو            | نيز إندوتا                | 22    | بيساو                   |
| غيانا                  | جويلين كونواي             | 20    | جورج تاون               |
| هايتي                  | اليشا مورنس               | 25    | بورت أو برانس           |
| هندوراس                | آنا روميرو                | 20    | اولانشیتو               |
| هونغ كونغ              | ليلى لام                  | 26    | جزيرة هونغ كونغ         |
| هنغاريا                | كريستينا ناغيبيل          | 22    | بودابست                 |
| أيسلندا                | كلوفينا ميست أوستفيوري    | 23    | ريكيافيك                |
| الهند                  | سومان راو                 | 21    | أودايبور                |
| اندونيسيا              | برينسيس ميجونوندو         | 19    | جمبي                    |
| أيرلندا                | تشيلسي فاريل              | 19    | مقاطعة لاوث             |
| إيطاليا                | أديل سامارتينو            | 23    | بومبي                   |
| جامايكا                | توني آن سينغ              | 23    | سانت توماس              |
| اليابان                | سيرا ماريكا               | 16    | كاناغاوا                |
| كازاخستان              | مدينا باتيك               | 20    | بافلودار                |
| كينيا                  | ماريا وافينيا             | 18    | نانداروا                |
| كوريا                  | ليم جي يون                | 20    | بوسان                   |
| قيرغيزستان             | أيشان تشانشيفا            | 21    | نارين                   |
| لاوس                   | نيلاميث سومونثونج         | 20    | فيينتيان                |
| لوكسمبورغ              | ميلاني هينزبروك           | 20    | لوكسمبورغ               |
| ماكاو                  | يو يانان                  | 20    | ماكاو                   |
| ماليزيا                | الكسيس سو آن سيو          | 24    | كوالالمبور              |
| مالطا                  | نيكول فيلا                | 20    | فاليتا                  |
| موريشيوس               | أورفاشي جووريا            | 19    | بورت لويس               |
| المكسيك                | آشلي الفريدريز            | 20    | سيوداد خواريز           |
| مولدوفا                | إليزافيتا كوزنيتوفا       | 19    | تيراسبول                |
| منغوليا                | مانداخ تاسفيلما           | 24    | أولان باتور             |
| الجبل الأسود           | ميريانا موراتوفيتش        | 19    | بودغوريتسا              |
| ميانمار                | خيت لين لات يون           | 22    | يانغون                  |
| نيبال                  | أنوشكا شريستا             | 23    | كاتماندو                |
| هولندا                 | بريندا فيليسيا موستي      | 22    | آرنم                    |
| نيوزيلندا              | لوسي بروك                 | 24    | أوكلاند                 |
| نيكاراغوا              | ماريا تيريزا كورتيز       | 18    | إدارة كارازو            |
| نيجيريا                | نيكاشي دوغلاس             | 20    | کالابار                 |
| أيرلندا الشمالية       | لورين ليكي                | 20    | ستونيفورد               |
| بنما                   | أوجستينا رويز             | 25    | مقاطعة تشيتري           |
| باراغواي               | أراسيلي بوباديلا          | 20    | أسونسيون                |
| بيرو                   | أنجيلا إسكوديرو           | 23    | بيورا                   |
| الفلبين                | ميشيل دي                  | 23    | ماكاتي                  |
| بولندا                 | ميلينا سادوفسكا           | 20    | أشفنشم                  |
| البرتغال               | إينيس بروكسيلمانز         | 24    | أويرس                   |
| بورتوريكو              | دانييلا رودريغيز          | 22    | بايامون                 |
| روسيا                  | ألينا سانكو               | 20    | آزوف                    |
| رواندا                 | ميغان نيمويزا             | 20    | كيغالي                  |
| ساموا                  | الالاما لاتا              | 20    | أبيا                    |
| اسكتلندا               | كرين ماثيو                | 24    | إدنبرة                  |
| السنغال                | ألبرتا دياتا              | 19    | زيغينشور                |
| سيراليون               | انيد جونز-بوسطن           | 20    | فريتاون                 |
| سنغافورة               | شين شير                   | 20    | سنغافورة                |
| سلوفاكيا               | فريدريك كورتوليكا         | 24    | براتيسلافا              |
| سلوفينيا               | سبيلا أليتش               | 20    | ليوبليانا               |
| جنوب أفريقيا           | ساشا لي أوليفر            | 26    | البرتون                 |
| جنوب السودان           | ماريا نياينا              | 22    | جوبا                    |
| إسبانيا                | ماريا ديل مار اغيليرا     | 21    | قرطبة                   |
| سريلانكا               | ديوي ثاتسراني             | 20    | سري جاياواردنابورا كوتي |
| السويد                 | دانييلا لونديكفيست        | 20    | كالمار                  |
| تنزانيا                | سيلفيا سيباستيان          | 19    | موانزا                  |
| تايلاند                | نارنتان تدابتراواراكوت    | 22    | محافظة باثوم ثاني       |
| ترينيداد وتوباغو       | تيا جاني رامي             | 21    | بورت أوف سبين           |
| تونس                   | صابرين خليفة              | 23    | المهدية                 |
| ملكة جمال تركيا        | سيماي راسموغلو            | 22    | إسطنبول                 |
| أوغندا                 | أوليفر ناكاكاندي          | 24    | بومبو                   |
| أوكرانيا               | مارغريتا باشا             | 24    | كييف                    |
| الولايات المتحدة       | إيمي روز كوفيلير          | 23    | بيير                    |
| جزر العذراء الأمريكية  | آيانا فيليبس              | 24    | سانت توماس              |
| أوزبكستان              | عزيزة توكاشوفا            | 25    | طشقند                   |
| فنزويلا                | إيزابيلا رودريغيز         | 25    | كاراكاس                 |
| فيتنام                 | لونغ ثوي لينه             | 19    | تاو بانغ                |
| ويلز                   | غابرييلا جوكس             | 22    | بورت تالبوت             |

## الملاحظات

### عائدات
دخلت المنافسة آخر مرة في 2002:
- الجزائر

دخلت المنافسة آخر مرة في 2006 :
- كمبوديا

دخلت المنافسة آخر مرة في 2014:
- تشاد

دخلت المنافسة آخر مرة في 2016:
- كوستاريكا

دخلت المنافسة آخر مرة في 2017:
- الرأس الأخضر
- ماكاو
- السويد
- تونس

### التعيينات
1. ↑  بيلاروس - تم تعيين أنستازيا لورينتشوك لتمثيل بيلاروسيا ، بعد عقد مهرجان وطني لأن مسابقة ملكة جمال بيلاروسيا هي حدث نصف سنوي. كانت المرة الأخيرة التي عقدت فيها في عام 2018. كانت اناستازيا في المركز الثاني في مسابقة ملكة جمال بيلاروسيا 2018.
2. ↑  FINLAND – Dana Mononen was appointed to represent Finland. Monomen placed Top 10 at the Miss Finland 2019.
3. ↑  GUYANA – Joylyn Conway was appointed Miss Guyana 2019 by Natasha Martindale after Miss World Guyana Pageant move to 2020. Conway was 1st runner-up at the Miss World Guyana 2018 pageant.
4. ↑  HONG KONG – Lila Lam was appointed by the Miss Hong Kong Organization to be the national representative to the Miss World pageant.

### استبدالات
1. ↑  FRANCE – Ophély Mézino was appointed to represent France, after the original winner Vaimalama Chaves announced that she would not represent at Miss World 2019 and ملكة جمال الكون 2019 but instead she would rather accompany the contestants of ملكة جمال فرنسا 2020 during their trip in Tahiti, which would have conflicted in her preparation for the international pageants.

## الروابط الخارجية
- موقع ملكة جمال العالم الرسمي